# Chiaro di donna
Chiaro di donna (Clair de femme) è un film del 1979 diretto da Costa-Gavras da un adattamento dell’omonimo libro di Romain Gary.

## Trama
Michel e Linda, reduci da due matrimoni andati male, si incontrano per caso e per un breve periodo riescono a stare in tranquillità.

## Curiosità
Ciccio Ingrassia avrebbe dovuto vestire i panni di Galba, ma rifiutò. Ne parlerà successivamente con grande rammarico. 

## Riconoscimenti
- Premi César 1980
  - miglior sonoro